# Michael Petroni
Michael Petroni es un director y escritor de películas procedente de Australia
Petroni comenzó su carrera en la época de 1990 como escritor y actor de algunas series de comedias australianas como: Psyco Bob, The Big Gig, y otras.
En febrero de 2008, la revista Variety divulgó que Petroni formaría parte de la adaptación de la película Las crónicas de Narnia: la travesía del viajero del alba, tercer libro de la franquicia Las Crónicas de Narnia del escritor C.S. Lewis.